# Sagdoidea
Sagdoidea Pilsbry, 1895 è una superfamiglia di molluschi gasteropodi polmonati terrestri dell'ordine Stylommatophora.

## Tassonomia
Comprende le seguenti famiglie:
- Sagdidae Pilsbry, 1895
- Solaropsidae H. Nordsieck, 1986
- Zachrysiidae D. G. Robinson, Sei & Rosenberg, 2017